# Almabtrieb

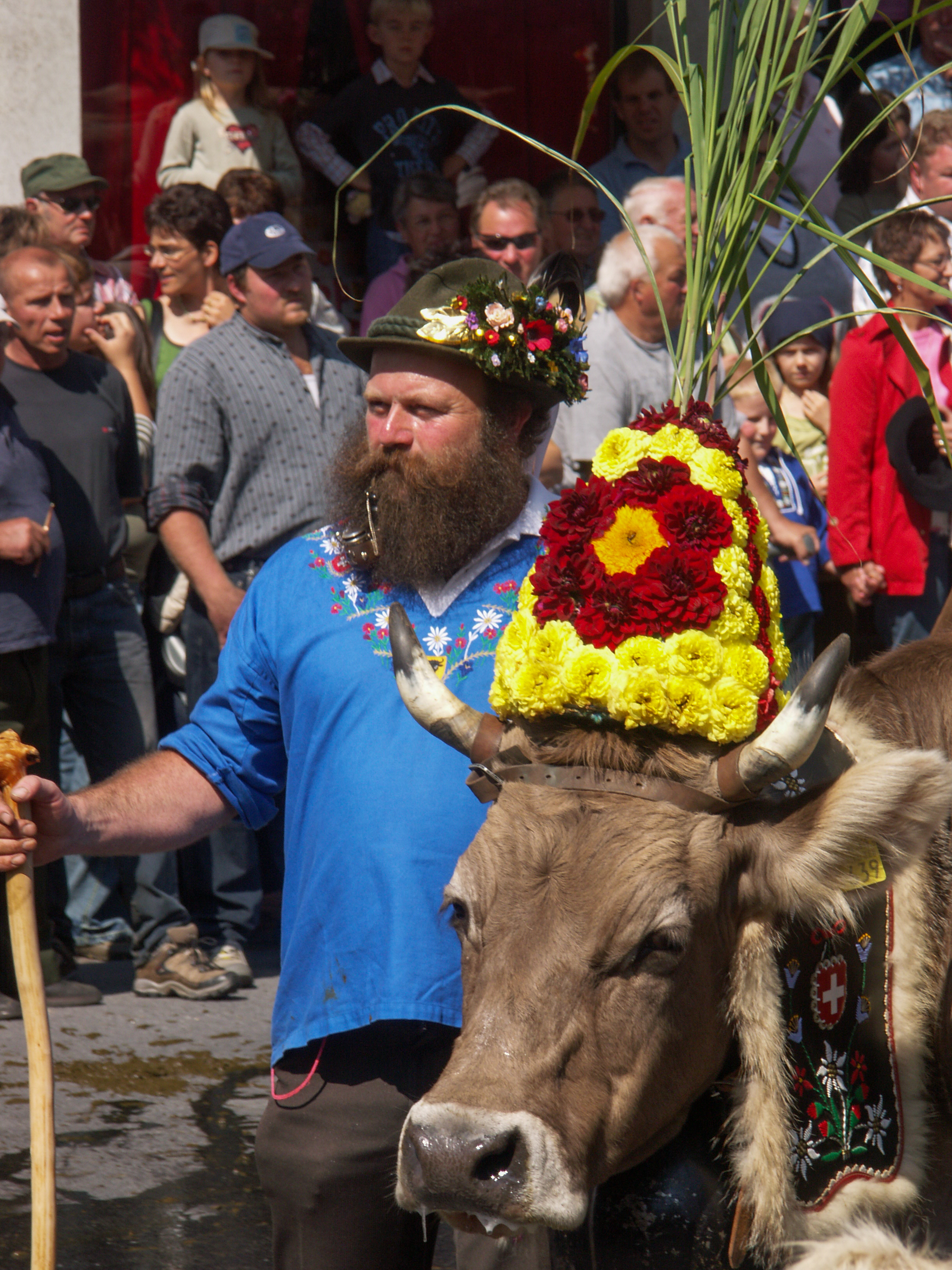
Almabtrieb em Mels em 2007.

O Almabtrieb (em Alemão, literalmente: movimento desde o pasto na montanha) é um acontecimento anual nas regiões alpinas europeias, que se refere ao movimento de gado bovino no Outono.